# Craig Douglas
Craig Douglas geboren als Terence 'Terry' Perkins, (Newport, 12 augustus 1941) is een Britse popzanger.

## Jeugd en opleiding
Perkins ging nog naar school en werkte tijdens de vakantieperiode als hulp van een melkboer in zijn geboortestad op het eiland Wight, totdat hij in 1957 een talentenjacht won. Dit leverde hem een optreden in de BBC-tv-show Six-Five Special op, waar hij in een programma met Cliff Richard en Joe Brown was te zien. Dankzij zijn prestatie en de goede connecties van de producent van de show, Jack Good, kreeg Perkins een platencontract aangeboden bij Decca Records. Echter zijn eerste drie singles flopten.

## Carrière
Pas na de wissel naar Top Rank Records begon zijn carrière pas goed. Zijn eerste hit was een versie van A Teenager in Love (13e plaats, Britse hitlijst) van Dion & the Belmonts. Craig bleef tijdens het verloop van zijn carrière een zanger van coverversies. Acht van zijn negen top 20-hits waren voorheen al door Amerikaanse artiesten opgenomen.
Zijn volgende poging was Only Sixteen, een song die was geschreven door Lou Adler, Herb Alpert en Sam Cooke onder het gezamenlijk pseudoniem Barbara Campbell. Vijf dagen voor zijn 18e verjaardag scoorde de single in de Britse hitlijst en vanaf 11 september 1959 stond deze vier weken lang op de eerste positie, terwijl Sam Cookes versie slechts de 23e plaats haalde.
Douglas werd in Groot-Brittannië uitgeroepen tot de beste nieuwe zanger van 1959. In de daaropvolgende jaren volgden de hits elkaar op en had hij optredens in film en televisie. In 1962 speelde hij samen met Helen Shapiro de hoofdrollen in Richard Lesters eerste regievoering It's Trad, Dad, waarin ook sterren als Gene Vincent, Del Shannon, Gary U.S. Bonds, Chubby Checker en Mr. Acker Bilk cameo-optredens hadden. Aan het eind van 1962 ging hij met Little Richard en anderen op tournee. In Liverpool kregen ze vooraf aan hun optreden een nieuwe band als voorprogramma, die net hun eerste plaat hadden gepubliceerd: The Beatles.
Op 21-jarige leeftijd had Craig Douglas in februari 1963 zijn laatste hit Town Crier (36e plaats). Nadien werd hij een vast bestanddeel van het Britse popcircuit, toerde ook in 2005 nog door cabarets in zijn geboorteland en treedt op tijdens cruises en in rock-'n-roll-revivalshows.

## Discografie

### Singles
- 1959: A Teenager in Love
- 1959: Only Sixteen
- 1960: Pretty Blue Eyes
- 1960: The Heart of a Teenage Girl
- 1960: Oh! What a Day
- 1961: A Hundred Pouds of Clay
- 1961: Time
- 1962: When My Little Girl Is Smiling
- 1962: Our Favourite Melodies
- 1962: Oh, Lonesome Me
- 1963: Town Crier

### Albums
- 1960: Craig Douglas
- 1989: Only Sixteen (compilatie)
- 1993: The Best of the EMI Years (compilatie)

## Filmografie
- 1962: The Painted Smile
- 1962: It's Trad, Dad

- Bibsys: 11031701
- Bibliothèque nationale de France: cb14005886p (data)
- Gemeinsame Normdatei: 137112211
- International Standard Name Identifier: 0000 0000 5517 7365
- Library of Congress Control Number: no2006010656
- MusicBrainz: aa651abb-045b-4215-b95a-8cfccc61b834
- SNAC: w6849b8t
- Système universitaire de documentation: 241593018
- Virtual International Authority File: 44045728
- WorldCat: E39PBJgMyWr4pGffqgHtm3q84q